# Cuggiono
Cuggiono – miejscowość i gmina we Włoszech, w regionie Lombardia, w prowincji Mediolan.
Według danych statystycznych z roku 2012 gminę zamieszkiwało 8138 osób, 581,29 os./km².